# أوروبيانا
مكتبة يوروبيانا الرقمية هي مشروع عبارة عن مكتبة رقمية انطلقت في نوفمبر 2008 في أوروبا بهدف جمع كافة الوثائق الأوروبية المتاحة من أفلام وكتب ووثائق وأرشفتها لتكون متاحة للجميع على موقع إلكتروني. وتنضوي المنظمة تحت المنظمة الأوروبية.

## وصلات خارجية
- Official website (الموقع الرسمي)
- Development homepage حول المكتبة الأوروبية الرقمية